# 工藤蓮
工藤 蓮（くどう れん、1982年12月23日 - ）は、日本の実業家、ホスト、ファッションモデル、DJ。
北海道出身。ホストクラブやバー、雀荘などを経営する一方で、「MEN'S KNUCKLE」、「HOST KNUCKLE」、「Men's SPIDER」などのストリートファッション誌でモデルとしても活動している。

## 来歴
- 1982年12月23日、北海道で生まれる。
- 2001年4月、国士舘大学入学のために上京。
- 2002年7月、アルバイトとしてホストクラブ『CLUB NOAH』に入店。
- 2005年3月、大学を卒業し、『CLUB NOAH』に就職。
- 2006年3月、社長へと出世し、ホストクラブ『CLUB Ren』がオープン。
- 2009年、自らが経営する雀荘『セブン』がオープン。

## 人物
- 19歳の時から雑誌モデル活動をしている。
- ホストクラブに入店した翌月に、店の売り上げナンバー1を獲得。以後常にナンバー1をキープし、カリスマホストと呼ばれる存在になる。現在はホスト業を引退。
- 愛用のジャージは、クレイジードライブのスウェット 。
- 将来を考え、独学で英語を勉強している。

## 出演

### 雑誌
- 『MEN'S KNUCKLE（メンズナックル）』モデル
- 『HOST KNUCKLE （ホストナックル）』 モデル
- 『Men's SPIDER （メンズスパイダー）』 モデル

### 音楽
- CD『ホストランス2』イメージキャラクター
- CD『ホストパラダイス』イメージキャラクター

## 関連性のある人物
鮎川優
雑誌MEN'S KNUCKLE、Men's SPIDERのプロデューサー。
リョーマ
MEN'S KNUCKLE専属モデル。工藤蓮とともにモデルとして活動。
陽生
MEN'S KNUCKLE専属モデル。工藤蓮と一緒に掲載されることが多かった。
永井壱成
工藤蓮が経営している店の従業員。ホスパラなどに出演。一時期バーを任され経営。現在は運営サイド。